# Vlag van Poppingawier

Vlag van Poppingawier

De vlag van Poppingawier is het dorpsvlag van het Nederlandse dorp Poppingawier, in de Friese gemeente Súdwest-Fryslân. Bij gemeenteraadsbesluit van 8 december 1985 zijn een wapen en een vlag vastgesteld voor de 18 dorpen van de voormalige gemeente Boarnsterhim. De vlag werd in 1986 geregistreerd.

## Beschrijving
De beschrijving van de vlag is als volgt:
Twee lengtebanen van rood en geel, verhouding van de lengten 2:1; in de rode baan een gele roos.
De kleuren zijn afkomstig van het dorpswapen.

## Symboliek

Roos: ontleend aan het wapen van het geslacht Albada dat bij het dorp een stins bewoonde. Tevens bestaat er nog een Albadaleen.
- Kleurstelling: komt zowel overeen met het wapen van de Albada's als met het wapen van Rauwerderhem, de gemeente waar het dorp eertijds tot behoorde.[2]